# Mikielewszczyzna
Mikielewszczyzna (biał. Мікелеўшчына; ros. Микелевщина) – agromiasteczko na Białorusi, w obwodzie grodzieńskim, w rejonie mostowskim, w sielsowiecie Mosty, przy drodze republikańskiej P51.
Od 1823 istnieje tu kościół rzymskokatolicki, przy którym obecnie mieści się parafia Nawiedzenia Najświętszej Maryi Panny w Mikielewszczyznie. W pobliżu znajduje się przystanek kolejowy Mikielewszczyzna, położony na linii Lida – Mosty.

## Historia
Miejscowość należała do ekonomii grodzieńskiej. W dwudziestoleciu międzywojennym leżała w Polsce, w województwie białostockim, w powiecie grodzieńskim, w gminie Mosty.
Dawniej siedziba sielsowietu Mikielewszczyzna, 28 sierpnia 2013 zlikwidowanego i w całości włączonego w skład sielsowietu Mosty.
Urodził się tu białoruski rzeźbiarz Henik Łojka.